# Tokyo Dome Live in Concert
Tokyo Dome Live in Concert ist das zweite Livealbum der amerikanischen Hard-Rock-Band Van Halen, welches 2015 veröffentlicht wurde. Es wurde während der A Different Kind of Truth Tour im Jahr 2013 mitgeschnitten, als die Band am 21. Juni in Tokyo auftrat. Es ist das erste Livealbum mit ihrem Gründungssänger David Lee Roth und mit Wolfgang Van Halen am Bass. Gleichzeitig ist es das letzte Album mit Eddie Van Halen vor seinem Tod im Jahr 2020.

## Hintergrund
Als Van Halen in den Jahren 2012 und 2013 mit ihrem aktuellen Album A Different Kind of Truth durch Nordamerika, Japan und Australien tourten, gab es immer wieder Gerüchte auf, die Band würde ein neues Livealbum aufnehmen. Dies bewahrheitete sich zu Beginn des Jahres 2015, als die Band ankündigte, sie würde Ende März 2015 ein neues Livealbum herausbringen.
Da Van Halen in der Zeit mit Frontsänger David Lee Roth (der sog. Roth-Ära) nur Studioalben veröffentlichte, war dieses Album knapp 37 Jahre nach Veröffentlichung von Han Halens Debütalbum das erste Livealbum mit Roth. Es ist auch das erste Livealbum mit Eddie Van Halens Sohn Wolfgang am Bass. Das Album enthält nur Songs von Alben der Roth-Ära und lässt hierbei kein Album aus; Songs hingegen aus der Zeit mit Sänger Sammy Hagar oder Gary Cherone sind nicht darauf enthalten (und wurden während der Tour auch nicht gespielt). Nach der Veröffentlichung gingen Van Halen von Juli bis Oktober 2015 auf Tour durch Kanada und die Vereinigten Staaten. Dies war die letzte Konzerttournee von Eddie van Halen.

## Titelliste
| CD 1 1. Unchained – 04:56 2. Runnin’ with the Devil – 03:44 3. She’s the Woman – 02:57 4. I’m the One – 04:12 5. Tattoo – 04:32 6. Everybody Wants Some!! – 08:30 7. Somebody Get Me a Doctor – 03:22 8. China Town – 03:22 9. Hear About It Later – 05:11 10. Oh, Pretty Woman – 03:08 11. Me & You (Drum Solo) – 02:54 12. You Really Got Me – 05:34 | CD 2 1. Dance the Night Away – 04:27 2. I’ll Wait – 05:03 3. And the Cradle Will Rock... – 03:44 4. Hot for Teacher – 05:44 5. Women in Love... – 04:25 6. Romeo Delight – 05:47 7. Mean Street – 05:11 8. Beautiful Girls – 03:36 9. Ice Cream Man – 05:10 10. Panama – 04:20 11. Eruption – 08:08 12. Ain’t Talkin’ ’Bout Love – 06:07 13. Jump – 05:48 |  |

## Rezeption
Bezüglich der Chartpositionen war es Van Halens Album mit den schlechtesten Platzierungen. Positiv hervorgehoben wurde der relativ rohe Sound, „der den Gig recht ungeschminkt und authentisch klingen läßt, […] vielleicht zu realitätsnahe und nachteilig insbesonders für Roth.“ David Lee Roths Gesangsleistung wurde vielfach kritisiert, er verkäme auf diesem Livealbum „zum Schwachpunkt einer instrumental beeindruckend aufspielenden Band.“

## Charts und Chartplatzierungen
| ChartsChartplatzierungen       | Höchstplatzierung | Wochen |
| ------------------------------ | ----------------- | ------ |
| Deutschland (GfK)              | 64 (1 Wo.)        | 1      |
| Schweiz (IFPI)                 | 59 (1 Wo.)        | 1      |
| Vereinigtes Königreich (OCC)   | 74 (1 Wo.)        | 1      |
| Vereinigte Staaten (Billboard) | 20 (3 Wo.)        | 3      |